# Marbury vs. Madison
Marbury vs. Madison, 5 US (1 Cranch) 137 (1803), bylo přelomové rozhodnutí Nejvyššího soudu USA, které ve Spojených státech stanovilo zásadu soudního přezkumu (judicial review), což znamená, že americké soudy mají pravomoc rušit zákony, statuty a některá vládní opatření, která podle nich porušují Ústavu Spojených států. Rozhodnutí z roku 1803 zůstává stále nejdůležitějším rozhodnutím amerického ústavního práva. Zlomové rozhodnutí Nejvyššího soudu stanovilo, že Ústava USA je skutečným „zákonem“, nikoli pouze vyjádřením politických principů a ideálů, a pomohlo definovat hranici mezi ústavně oddělenou výkonnou a soudní mocí federální vlády.
Případ vznikl na základě incidentu, který se stal počátkem roku 1801 jako součást politického a ideologického soupeření mezi odcházejícím prezidentem Johnem Adamsem, který se zasazoval o pro-obchodní a pro-federální vládní ideály Alexandra Hamiltona a Federalistické strany, a nastupujícího prezidenta Thomase Jeffersona, který upřednostňoval zemědělství a decentralizaci a vedl Demokraticko-republikánskou stranu. Adams prohrál s Jeffersonem americké prezidentské volby v roce 1800 a v březnu 1801, jen dva dny před koncem svého funkčního období, jmenoval několik desítek příznivců Federalistické strany novými obvodními a smírčími soudci ve snaze frustrovat Jeffersona a jeho stoupence v Demokraticko-republikánské straně. Americký senát rychle potvrdil Adamsova jmenování, ale po Adamsově odchodu a Jeffersonově inauguraci nebylo několik pověření nových soudců stále doručeno. Jefferson se domníval, že pověření nebyla platná, protože nebyla doručena včas, a nařídil svému novému ministru zahraničí Jamesovi Madisonovi, aby je nedoručil. Jedním z mužů, jejichž pověření nebyly doručeny včas, byl William Marbury, marylandský obchodník, který silně podporoval Adamse a federalisty. Na konci roku 1801, poté, co Madison opakovaně odmítl doručit jeho dekret, podal Marbury žalobu k Nejvyššímu soudu a požádal soud, aby vydal soudní příkaz, kterým by Madisona donutil k doručení tohoto pověření.
Ve stanovisku, které napsal předseda soudu John Marshall, Nejvyšší soud rozhodl jednak, že Madisonovo odmítnutí doručit Marburyho pověření bylo nezákonné, a zadruhé, že za normálních okolností může soud v takových situacích nařídit dotyčnému vládnímu úředníkovi, aby dekret doručil. V případě Marburyho však soud Madisonovi nenařídil, aby mu vyhověl. Při zkoumání části zákona, který přijal Kongres a který dal Nejvyššímu soudu pravomoc nad případy, jako byl Marburyho, Marshall zjistil, že rozšířil vymezení jurisdikce Nejvyššího soudu nad rámec toho, co bylo původně stanoveno v Ústavě USA. Marshall poté zrušil tuto část zákona a vysvětlil, že americké soudy mají pravomoc zrušit platnost zákonů, které podle nich porušují ústavu. Protože to znamenalo, že soud neměl pravomoc rozhodovat o tomto případu, nemohl ani vydat soudní příkaz, o který Marbury žádal.